# Marynarka Wojenna Federacji Rosyjskiej
Marynarka Wojenna Federacji Rosyjskiej ros. Военно-Морской Флот Российской Федерации, ВМФ РФ – jeden z trzech podstawowych rodzajów Sił Zbrojnych Federacji Rosyjskiej (obok Wojsk Lądowych i Sił Powietrzno-Kosmicznych).

## Charakterystyka i zmiany organizacyjne
Marynarka Wojenna FR jest przeznaczona do zbrojnej obrony interesów Rosji, prowadzenia wojny na morskim i oceanicznym teatrze działań wojennych. Jest w stanie prowadzić ataki nuklearne na cele naziemne wroga, niszczyć zgrupowania jego floty na morzu i w bazach, przerywać oceaniczne i morskie szlaki komunikacyjne, chronić własny transport morski, wspierać działania wojsk lądowych w operacjach na kontynentalnych teatrach działań wojennych, wysadzać desanty morskie, uczestniczyć w odparciu desantów przeciwnika, i wykonywać inne zadania. Rodzajami wojsk Marynarki Wojennej są: siły podwodne, siły nawodne, lotnictwo i obrona powietrzna marynarki wojennej, wojska rakietowo-artyleryjskie obrony wybrzeża, wojska obrony wybrzeża, piechota morska, a także wojska specjalne.
Liczebność sił morskich Federacji Rosyjskiej w 1992 szacowano na 320 000 żołnierzy, w wyniku permanentnej redukcji, w latach 2007–2008 osobowy skład wynosił około 161 000 ludzi.
Wprowadzony w 2008 „Plan przebudowy Sił Zbrojnych Federacji Rosyjskiej do 2016 roku” oraz „Kierunków dalszego rozwoju do 2020 roku”, zakładał rozformowanie około 117 jednostek organizacyjnych. Zdecydowano się na redukcję powielających się struktur w systemie dowodzenia. W wojskach brzegowych wprowadzono nowe etaty i rozwijano jednostki przyjęte z Wojsk Lądowych. W lotnictwie morskim formowano bazy lotnicze, a część potencjału powietrznego przekazano w podporządkowanie Sił Powietrznych i Obrony Przeciwlotniczej. Ponadto zreorganizowano systemu kształcenia kadr, instytucje centralne oraz system wsparcia i zabezpieczenia. Niektóre komponenty sił morskich podporządkowano dowództwom operacyjno-strategicznym. Flotę Czarnomorską i Flotyllę Kaspijską podporządkowano dowództwu Południowego Okręgu Wojskowego, Flotę Bałtycką dowództwu Zachodniego Okręgu Wojskowego, a Flotę Oceanu Spokojnego dowództwu Wschodniego Okręgu Wojskowego. Z dniem 15 grudnia 2014 Flota Północna uzyskała status okręgu wojskowego.
W dniu święta rosyjskiej marynarki wojennej (26 lipca 2015) ogłoszona została nowa wersja doktryny morskiej państwa. Zakłada ona utrzymanie  mocarstwowej pozycji Rosji na międzynarodowych akwenach oceanicznych. Wiązało się to z rozpoczęciem inwestycji mających na celu unowocześnienie floty i utrzymanie jej zdolności do prowadzenia operacji morskich i oceanicznych. Przyspieszono produkcję wielozadaniowych atomowych okrętów podwodnych projektu 885M Jasień-M („Kazań”, „Nowosybirsk”, „Krasnojarsk” i „Archangielsk”), atomowych okrętów podwodnych projektu 955 klasy Borej z rakietami R-30 Buława i konwencjonalnych okrętów projektu 677 Łada z torpedami 6TA kalibru 533 mm.

## Struktura
Siły morskie podlegają bezpośrednio głównodowodzącemu Marynarki, który jest także zastępcą ministra obrony.
W skład Marynarki Wojennej FR wchodzi pięć związków strategicznych: 
- Flota Północna;
- Flota Bałtycka;
- Flota Czarnomorska;
- Flota Oceanu Spokojnego;
- Flotylla Kaspijska.

Wszystkie mają w swojej strukturze lotnictwo oraz inne rodzaje wojsk, co daje im możliwość samodzielnego prowadzenia operacji na wyznaczonym morskim teatrze działań wojennych. Pod względem funkcjonalnym dzieli się na: siły nawodne, siły podwodne, lotnictwo morskie oraz wojska brzegowe, w skład których wchodzi artyleria nadbrzeżna (w tym rakietowa) i piechota morska.
- wojska brzegowe:
  - brzegowe wojska artyleryjsko-rakietowe:
    - transportery BTR-80;
    - kompleksy rakietowe «Redut»;
    - kompleksy rakietowe «Bał-E»;
    - kompleksy artyleryjskie «Bierieg»;
    - samobieżne haubice 2S1 «Goździk».

  - piechota morska.
- siły nadwodne:
  - lotniskowiec „Admirał Fłota Sowietskogo Sojuza Kuzniecow”;
  - fregaty rakietowe projektu 1135;
  - korwety rakietowe projektu 1234;
  - krążowniki rakietowe projektu 1144;
  - krążowniki rakietowe projektu 1164;
  - niszczyciele rakietowe projektu 956;
  - korwety projektu 11661;
  - małe poduszkowce desantowe projektu 12322.
- siły podwodne:
  - okręty podwodne projektu 877;
  - okręty podwodne projektu 941;
  - okręty podwodne projektu 949A;
  - okręty podwodne projektu 971.
- lotnictwo morskie:
  - łodzie latające Be-42;
  - samoloty Tu-142M;
  - samoloty Su-33;
  - śmigłowce Ka-29:
  - samoloty Tu-22M3.

### Główny Sztab Marynarki
Podlegający dowódcy Główny Sztab Marynarki odpowiedzialny jest za planowanie operacji morskich oraz przygotowanie długookresowych planów rozwoju floty.
Podstawowymi sekcjami sztabu są:
- sekcja operacji morskich;
- sekcja wywiadu;
- sekcja mobilizacyjna;
- sekcja łączności;
- sekcja zwalczania okrętów podwodnych;
- sekcja obrony powietrznej;
- zarząd walki radio-elektronicznej;

### Liczebność wojsk
Marynarka Wojenna Federacji Rosyjskiej liczy ok. 180 000 oficerów, chorążych, podoficerów i marynarzy. W piechocie morskiej oraz artylerii nadbrzeżnej służy ok. 17 000 żołnierzy. W lotnictwie morskim ok. 25 000, a w morskich siłach strategicznych ok. 13 000 żołnierzy.

### Bazy poza Rosją
- Ukraina: Sewastopol
- Syria: Tartus
- Wietnam: Cam Ranh
- Abchazja: Oczamczyra

## Oficerowie dowództwa Marynarki Wojennej
Dowódcy Marynarki Wojennej
- 1992–1997 – admirał floty Fieliks Gromow;
- 1997–2005 – admirał floty Władimir Kurojedow;
- 2005–2007 – admirał floty Władimir Masorin;
- 2007–2012 – admirał Władimir Wysocki;
- 2012-2016 – admirał Wiktor Czirkow;
- 2016-2019 admirał Władimir Korolow[10].
- od 2019 – admirał Nikołaj Jewmienow[11]

Szefowie Głównego Sztabu Marynarki Wojennej
- 1992–1996 – adm. Walentin Seliwanow;
- 1996–1997 – adm. Igor Chmielnow;
- 1997 – adm. Władimir Kurojedow;
- 1998–2005 – adm. Wiktor Krawczenko;
- 2005 – adm. Władimir Masorin;
- 2005–2009 – adm. Michaił Abramow;
- od 2009 – adm. Aleksandr Tatarinow.

## Insygnia

Proporzec
Proporzec jednostek straży granicznej
Bandera wojenna
Bandera jednostek gwardii
Bandera jednostek pomocniczych
Bandera okrętów hydrograficznych
Bandera jednostek ratowniczych
Bandera jednostek wojsk wewnętrznych
Bandera jednostek straży granicznej
Bandera ministra obrony
Bandera szefa sztabu generalnego
Bandera naczelnego dowódcy marynarki wojennej
Bandera szefa sztabu marynarki wojennej
Bandera dowódcy floty
Bandera dowódcy flotylli lub eskadry
Bandera dowódcy grupy okrętów
Bandera naczelnego dowódcy straży granicznej
Bandera dowódcy floty straży granicznej
Bandera szefa FSB
Bandera dowódcy jednostek straży granicznej FSB